# Lepidophyma occulor
Lepidophyma occulor (халпанська тропічна нічна ящірка) — вид сцинкоподібних ящірок родини нічних ящірок (Xantusiidae). Ендемік Мексики.

## Поширення і екологія
Халпанські тропічні нічні ящірки мешкають в долині Хаплан на півночі Керетаро та в сусідніх районах Сан-Луїс-Потосі. Вони живуть в колючих чагарникових лісах, що ростуть серед вапнякових скель, на висоті від 900 до 1400 м над рівнем моря. Живородні.